# Josephine Butler
Josephine Butler, född Grey den 13 april 1828 i Milfield i Northumberland, död 30 december 1906 i Wooler i Northumberland, var en brittisk feminist som verkade i mitten av 1800-talet, framför allt genom sitt arbete med prostituerade kvinnor i storstäderna, vilket var ett stort socialt problem i det viktorianska England. 
Hon arbetade för avskaffandet av den offentliga prostitutionen och grundade i det syftet 1875 organisationen Fédération britannique, continental et générale. Bland annat arbetade hon för avskaffandet av den smittskyddslag (Contagious Diseases Act) som hade instiftats 1860 som ett slags statlig kontroll av prostitutionen men som i första hand tog sikte på spridandet av veneriska sjukdomar men som indirekt drabbade de så kallade fallna kvinnorna. 1886 blev lagen, mycket tack vare Butler, upphävd.
Hon agiterade vid valen till parlamentet och gav bl.a ut skriften Une voix le déssert (1875), som även kom ut i svensk översättning 1876, i engelsk översättning först 1913; samt The Hour before Dawn (1876). Josephine Butler hade stort stöd i sitt arbete med att hjälpa fallna kvinnor av maken, George Butler, som var professor i Oxford och sedermera blev kanik i Winchester. 
Butler intresserade sig även för feminismen i andra länder än England, och drev en vidsträckt propaganda och deltog i möten även i andra länder.